# يوردان مارينوف
يوردان مارينوف (بالبلغارية: Йордан Маринов)‏ هو لاعب كرة قدم بلغاري في مركز الوسط، ولد في 23 يونيو 1968 في جمهورية بلغاريا الشعبية. لعب مع سسكا صوفيا وسلافيا صوفيا وليفسكي صوفيا ونادي لوكوموتيف بلوفديف ونادي لوكوموتيف صوفيا.